# Edda Művek, Miskolc (könyv)
Riskó Géza 1982-1983 között készített Miskolcon különféle interjúkat a város híres lakóival, illetve az Edda Művek akkori tagjaival, hogy mindebből egy riportkönyv kerekedhessen ki.  Adminisztrációs hibák miatt a könyv a bakancsos Edda feloszlása után, 1984-ben jelent meg, ofszetnyomásos papíron.

## Rövid ismertetés
|  | Alább a cselekmény részletei következnek! |

A könyv előszavát Vitányi Iván írta. Rögtön ezután felvezetésként néhány számszerű adat következik Miskolcról, majd a zenekar tagjainak bemutatása egy életszerű helyzetben: koncert előtt. Ezután Riskó Géza megpróbálja feltárni azokat a körülményeket, amelyek az Edda létrejöttét és hangzásvilágát inspirálták. Ebben a témában megkérdezte Felvinczy Attila népművelőt (az Edda későbbi menedzserét), Paczolay Péter építészt, Koltay Gábor filmrendezőt, Igó Éva színésznőt, Hernádi Gyula írót, Kovács Bertalan egyetemi testnevelés-tanárt, valamint Salamon Józsefet, a DVTK egykori aranycsapatának tagját.
A következő részben már konkrétan az Edda létrejöttével foglalkozik a könyv. Megszólaltat néhány embert, aki illetékes: Beély Katalint, az Edda első basszusgitárosát; az elhunyt Halász József feleségét;  Hazag Mihályt, a kazincbarcikai művelődési ház akkori igazgatóját, aki befogadta a fiúkat akkor, amikor Miskolcon mindenhonnét kidobták őket; valamint Ződi Imrét, a megyei tanács csoportvezetőjét. Ezek után bepillantást nyerhetünk a profi módon megszerveződő bakancsos Edda indulásába, a rögös kezdetektől az átütő sikerig (1983-ig, a harmadik lemezig).
Ezután interjúk következnek a tagokkal, a következő sorrendben: Pataky Attila (Attis), Slamovits István (Slamó), Zselencz László (Zsöci), Barta Alfonz (Talfi), Csapó György (Buksi), Fortuna László (Tüsi). Ezután egy merőben tágabb téma következik: az 1981-es dorogi rockfesztiválról szóló beszámoló, melyen maga az Edda is képviseltette magát. A következő blokkban a rajongók szívhez szóló leveleiből olvashatunk egy válogatást, majd a Szabad Földben az Eddáról megjelent cikket olvashatjuk el.
A könyv végén, mintegy függelékként, található az Edda-dosszié. Ebben különféle dokumentumok másolatai találhatóak: dalszövegek, a diszkográfia, egy gyászjelentés Halász József halálhírével, valamint néhány Eddával kapcsolatos hivatalos levél és szerződés.
A könyv legvégén pedig egy fekete-fehér képmelléklet található, köztük ritkaságszámba menő promóciós felvételekkel, miskolci életképekkel, valamint koncertképekkel.
|  | Itt a vége a cselekmény részletezésének! |